# Автошлях E429
Автошлях E429 — європейський автомобільний маршрут категорії Б, що проходить по території Бельгії та з'єднує міста Турне та Халле.

## Маршрут
Весь шлях проходить через такі міста:
- -  E403  Турне
  - Ат
  - Ангьен
  -  E19  Халле